# モフド・アミル・イズワン・ヤーコブ
モフド・アミル・イズワン・ヤーコブ（英: Mohd Amirul Izwan Yaacob、1986年4月25日 - ）はマレーシアのサッカー審判。2012年から国際サッカー連盟 (FIFA) に登録され、国際審判員を務めている。

## 経歴
2011年にプロの審判賭しての活動を開始し、2012年にFIFAに登録されて国際審判員としての活動を始める。
AFCチャンピオンズリーグとAFCカップでいくつかの試合を担当している。 
2015年、彼はチリで開催されたFIFA U-17ワールドカップの担当審判員に選出された。 
2019年、彼はベトナムサッカー連盟 (VFF) からの招聘を受けて、Vリーグ1の2019年シーズン終盤の2節の主審を担当した。

## AFCアジアカップ
| 2019 AFCアジアカップ–アラブ首長国連邦 | 2019 AFCアジアカップ–アラブ首長国連邦 | 2019 AFCアジアカップ–アラブ首長国連邦 | 2019 AFCアジアカップ–アラブ首長国連邦 |
| 日付                                  | 試合                                  | 会場                                  | ラウンド                              |
| ------------------------------------- | ------------------------------------- | ------------------------------------- | ------------------------------------- |
| 2019年1月13日                         | オマーン– 日本                        | アブダビ                              | グループステージ                      |